# روزه سیاه
روزهٔ سیاه (انگلیسی: Black Fast) یا روزه محض(Strict Fast) یا روزه کامل(Absolute Fast) روزه‌ای در برخی از سنت‌های مسیحی است که معمولاً در طول هفته مقدس، به ویژه در روز جمعه نیک و شنبه مقدس، برگزار می‌شود. در این روزه، افراد از خوردن و آشامیدن هرگونه غذا و نوشیدنی، به جز آب، خودداری می‌کنند. این روزه به عنوان نمادی از عزاداری برای مرگ عیسی مسیح و آماده شدن برای رستاخیز او در روز عید پاک در نظر گرفته می‌شود.
روزه سیاه یک تمرین اختیاری است و شدت و مدت آن ممکن است در بین افراد و سنت‌های مختلف متفاوت باشد. برخی افراد ممکن است فقط از خوردن گوشت و لبنیات خودداری کنند، در حالی که برخی دیگر ممکن است به‌طور کامل از خوردن و آشامیدن هر چیزی به جز آب پرهیز کنند.
در باور مسیحی، هدف از روزه سیاه، تقویت تمرکز معنوی و یادآوری فداکاری مسیح برای بشریت است. این روزه همچنین می‌تواند به عنوان یک فرصت برای توبه، خودانضباطی و همبستگی با رنج‌های مسیح در نظر گرفته شود.